# Kegeldifferential

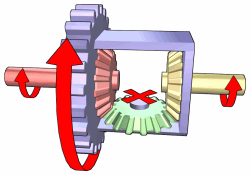
Einfaches Kegeldifferential

Kegeldifferentiale sind eine einfache Form eines Differentials im Fahrzeugbau.
Ein Differential bezweckt, bei Kurvenfahrt die unterschiedlichen Raddrehzahlen der inneren und äußeren Räder auszugleichen, so dass kein Schlupf und keine Verspannung auftritt.

## Bestandteile
Ein Kegeldifferential besteht aus einem Differentialkorb (blau), in dessen Inneren oft drei oder vier Ausgleichszahnräder  montiert sind (im Bild die Mindestzahl: eins, grün). An diesen liegen die Kegelzahnräder (rot und gelb) der angetriebenen Achsen.

## Wirkungsweise
Die Antriebskraft des Motors wird über Zahnräder auf das Außenrad (blau) des Differentialkorbes übertragen. Im Normalfall drehen sich daraufhin beide Räder (an der roten und gelben Welle). Das Ausgleichszahnrad (grün) rotiert dabei nicht auf seiner Welle (allerdings mit dem Differentialkorb um die Halbwellen der Antriebsräder).
Steckt eines der Räder fest, gleichen die Ausgleichszahnräder (grün) dies mit ihrer Rotation aus und übertragen die Kraft auf das andere Rad. Dreht hingegen ein Rad haltlos durch (Leerlauf über einer Erhöhung, Eis, …), so findet keine oder kaum noch eine Kraftübertragung auf das andere Rad statt.
Ein typisches Merkmal eines Kegeldifferentials kann man selbst gut überprüfen: Dreht man von Hand ein Rad in eine Richtung, wird sich das andere in die entgegengesetzte drehen. Hält man nun das andere Rad fest, dann bewegt sich gar nichts mehr. Dreht man beide Räder in eine Richtung, wird die Kraft auf den Motor übertragen: Er dreht sich.

## Kraftverteilung
Im Normalfall beträgt die Kraftverteilung 50 zu 50.

## Nächste Ausbaustufe
Die nächste Ausbaustufe des Kegeldifferentials ist die des Kugeldifferentials.